# 조호 (999년)
조호(일본어: 長保)는 일본의 연호 중 하나이다.
- 전후 : 조토쿠(長徳) 이후 - 간코(寛弘) 이전
- 시기 : 999년 ~ 1003년
- 천황 : 이치조 천황

## 개원
- 조토쿠 5년 1월 13일(율리우스력 999년 2월 1일)에 개원하여
- 조호 6년 7월 20일(율리우스력 1004년 8월 8일) 간코로 개원되었다.

## 출전
《국어》의 "……若本固而功成，施遍而民阜，乃可以長保民矣，其何事不徹？……"에서 출전하였다.

## 조호 시기에 일어난 일
- 2년
  - 2월 25일 : 후지와라노 데이시와 후지와라노 쇼시가 각자 황후와 후궁직인 중궁(中宮)에 봉해진다. 최초의 "일제이후(一帝二后)"가 실현되다.

## 서력과의 대조표
| 조호        | 원년       | 2년        | 3년        | 4년        | 5년        | 6년        |
| ----------- | ---------- | ---------- | ---------- | ---------- | ---------- | ---------- |
| 서기 (西紀) | 999년      | 1000년     | 1001년     | 1002년     | 1003년     | 1004년     |
| 간지 (干支) | 기해(己亥) | 경자(庚子) | 신축(辛丑) | 임인(壬寅) | 계묘(癸卯) | 갑진(甲辰) |

## 같이 보기
- 일본의 연호 일람

| 이전 조토쿠 | 일본의 연호 999년 ~ 1003년 | 다음 간코 |